# 沈佺期
沈 佺期（しん せんき、656年? - 716年?）は、中国初唐の文学者。字は雲卿。相州内黄県（現在の河南省安陽市内黄県）の人。本貫は呉興郡武康県。宋之問とともに武則天の宮廷詩人として活躍し、「沈宋」と併称され、近体詩の創始者として律詩の詩型を確立した。

## 生涯
675年、進士に及第する。武則天の時代、協律郎などの官を歴任し、宮廷詩人として活躍するとともに、『三教珠英』の編集にも参加した。702年、知貢挙（科挙の試験官長）となる。704年、給事中に在任時、以前の収賄の罪を問われて投獄される。さらに翌705年、武則天が退位、中宗が復位して張易之兄弟が失脚すると、その一味として宋之問・杜審言らとともに嶺南に左遷されたが、特に沈佺期は収賄の罪が加算された結果、最南の驩州（現在のベトナム北部）に流された。翌706年、恩赦により北に戻り、台州録事参軍となり、その後は起居郎に修文館直学士を兼ね、中宗の宮廷詩人として再び活躍する。後に中書舎人・太子少詹事などを歴任し、玄宗の開元の始め（714年から716年頃）に死去した。

## 詩風
沈佺期は宋之問ともに近体詩の韻律の整形に力を入れ、五言律詩の詩型を整備した上、当時未成熟であった七言律詩の確立にも大きな貢献を果たした。

## 著名な作品
| 邙山           |                        |
| 北邙山上列墳塋 | 北邙山上 墳塋列なり    |
| 萬古千秋對洛城 | 万古千秋 洛城に対す    |
| 城中日夕歌鐘起 | 城中 日夕 歌鐘起こるも |
| 山上唯聞松柏聲 | 山上 唯だ聞く 松柏の声 |

| 古意           |                                  |
| 盧家少婦鬱金堂 | 盧家の少婦 鬱金堂                |
| 海燕雙棲玳瑁梁 | 海燕双棲す 玳瑁梁                |
| 九月寒砧催木葉 | 九月 寒砧 木葉を催し             |
| 十年征戍憶遼陽 | 十年 征戍 遼陽を憶ふ             |
| 白狼河北音書斷 | 白狼河北 音書断え                |
| 丹鳳城南秋夜長 | 丹鳳城（長安）南 秋夜長し        |
| 誰為含愁獨不見 | 誰か愁ひを含みて独り見ざらしめ   |
| 更教明月照流黄 | 更に明月をして流黄を照らさしむる |

## 参考資料
- 『旧唐書』巻190 列伝第140中 文苑中
- 『新唐書』巻202 列伝第127 文芸中
- 『沈佺期宋之問集校注』（中華書局、2001年）
- 『続 校注 唐詩解釈辞典 ［付］歴代詩』（大修館書店、2001年）